# ADMV
Singles de Maluma
Qué chimba
(2020) Feel the Beat
(2020)
Clip vidéo
[vidéo] « ADMV », sur YouTube
ADMV (abréviation pour « Amor de mi vida », français : « Amour de ma vie ») est une chanson du chanteur colombien Maluma parue sur son cinquième album Papi Juancho. Elle est sortie le 23 avril 2020 sous le label Sony Music Latin en tant que premier single de l'album. La chanson a notamment atteint la première place des classements au Chili, en Colombie, au Costa Rica, au Mexique, au Panama, au Paraguay, en République dominicaine ainsi qu'aux États-Unis dans les classements Billboard Latin Airplay.

## Contexte et sortie
ADMV a été écrit par Maluma lors d'un voyage en Jamaïque. La chanson traite d'« un homme qui vit sa vie avec l'amour de sa vie », et elle a été décrite comme une « ballade acoustique dépouillée ». Concernant ses paroles, Maluma a déclaré : « Je suis célibataire en ce moment, mais [...] bien sûr je rêve [...] de quand je vieillirai avec quelqu'un et que je vis des choses différentes ». 
Le 18 mai 2020, Maluma a sorti une « version urbaine » de la chanson, intitulée ADMV (Versión Urbana), qui incorpore un « rythme reggaeton »,.

## Clip vidéo
Le clip vidéo de ADMV, réalisé par Nuno Gomes, est sorti le même jour que le single, le 23 avril 2020. Dans le clip, Maluma est dépeint comme un homme âgé désespérément amoureux.

## Prestations en public
Le 30 avril 2020, Maluma a interprété ADMV lors du Tonight Show avec Jimmy Fallon.

## Classements et certifications

### Classements hebdomadaires
| Classement (2020)                       | Meilleure position |
| --------------------------------------- | ------------------ |
| Argentine (Hot 100)                     | 33                 |
| Belgique (Flandre Ultratip 100)         | Tip                |
| Bolivie (Monitor Latino)                | 12                 |
| Chili (Monitor Latino)                  | 1                  |
| Colombie (National-Report)              | 1                  |
| Costa Rica (Monitor Latino)             | 1                  |
| Espagne (Promusicae)                    | 52                 |
| États-Unis (Hot Latin Songs)            | 14                 |
| États-Unis (Latin Airplay)              | 1                  |
| États-Unis (Latin Pop Airplay)          | 1                  |
| Global 200 (Billboard)                  | 165                |
| Guatemala (Monitor Latino)              | 1                  |
| Honduras (Monitor Latino)               | 2                  |
| Mexique (México Airplay)                | 1                  |
| Panama (Monitor Latino)                 | 1                  |
| Paraguay (Monitor Latino)               | 1                  |
| Porto Rico (Monitor Latino)             | 2                  |
| Portugal (AFP)                          | 179                |
| République dominicaine (Monitor Latino) | 1                  |
| Salvador (Monitor Latino)               | 6                  |
| Uruguay (Monitor Latino)                | 7                  |
| Venezuela (Monitor Latino)              | 5                  |

### Certifications
| Pays | Certification | Ventes   |
| --- | ------------- | -------- |
| Espagne (Promusicae)                                                                                             | Or            | 20 000*  |
| États-Unis (RIAA)                                                                                                | Or (Latin)    | 30 000‡  |
| Mexique (AMPROFON)                                                                                               | 2 × Platine   | 150 000‡ |
| ^Mise en rayon selon la certification xNon précisé par la certification ‡ventes/streaming selon la certification |               |          |

## Historique de sortie
| Pays   | Date          | Format                       | Label(s)         | Réf.   |
| ------ | ------------- | ---------------------------- | ---------------- | ------ |
| Divers | 23 avril 2020 | - Téléchargement - streaming | Sony Music Latin | [ 11 ] |